# Prigionieri di Satana

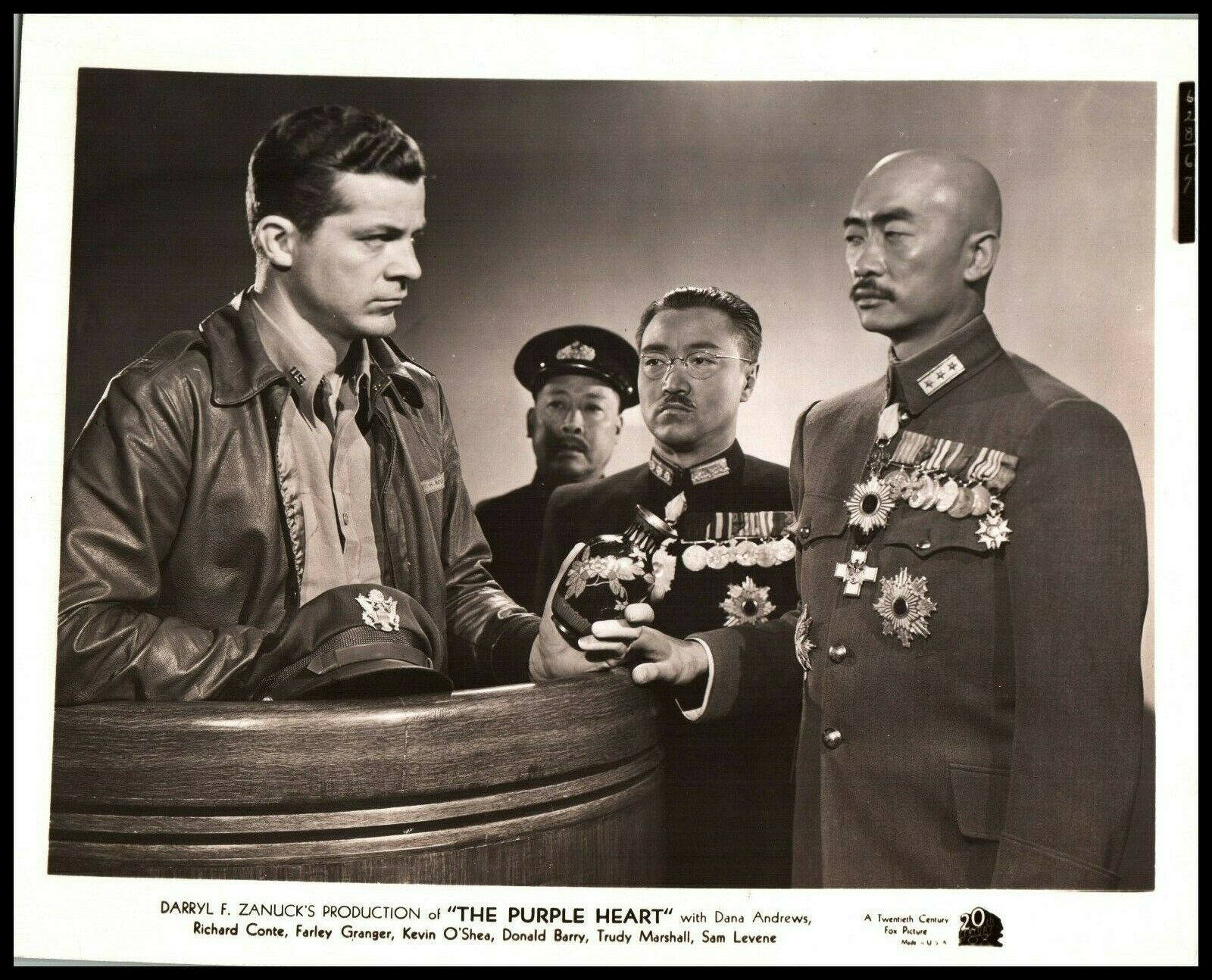
Fotografia promozionale del film

Prigionieri di Satana (The Purple Heart) è un film bellico statunitense del 1944, diretto da Lewis Milestone, con Dana Andrews.

## Trama
Nel 1942, durante la seconda guerra mondiale, un gruppo di aviatori bombardieri americani, guidato dal capitano Ross viene fatto prigioniero dai nemici giapponesi, e sottoposto a un processo che appare da subito, agli imputati e ai giornalisti ammessi come una vera e propria farsa. Si sostiene infatti che il manipolo avrebbe colpito deliberatamente obiettivi civili, quindi, contrariamente alla Convenzione di Ginevra sui prigionieri di guerra. Gli aviatori vengono processati da un tribunale civile, accusati di omidicio, e passibili quindi della pena di morte.
Il primo testimone è il governatore di una provincia cinese, favorevole all'occupazione giapponese, che, insieme al figlio, che lo accompagna al processo pure come testimone, ha raccolto gli imputati americani paracadutatisi nella provincia in seguito all'avaria dell'aereo dopo l'attacco al Giappone, e che asserisce che gli aviatori gli avrebbero confessato di aver avuto come obiettivi scuole ed ospedali. Gli imputati protestano e vengono zittiti dal giudice, uno degli uomini politici più influenti in Giappone.
Il principale accusatore, il generale giapponese Mitsubi, afferma che gli aviatori avrebbero preso avvio da una portaerei americana: ciò, se fosse confermato dagli imputati, renderebbe più facile il reperimento e la distruzione della stessa. Ma un ammiraglio giapponese rende noto, in aula, che per motivi tecnici quell'ipotesi sarebbe ardua da sostenere: si delinea quindi una rivalità fra Mitsubi e l'ammiraglio. Mitsubi afferma che, se le sue convinzioni si rivelassero false, sarebbe stato pronto a togliersi la vita per salvaguardare il proprio onore.
In seguito Mitsubi fa proiettare in aula un filmato, riconosciuto unanimemente dai giornalisti come falso, in cui si mostrano attacchi aerei a civili giapponesi. Il filmato viene interrotto da un urlo: il figlio del governatore, soldato cinese filo-americano, contrario all'occupazione nipponica, ha accoltellato il padre in quanto mentitore. La seduta viene aggiornata.
Nei giorni seguenti, Mitsubi tenta di estorcere dagli aviatori americani, attraverso la tortura, la confessione del fatto che essi fossero partiti da una portaerei. Ma nessuno degli americani rivela la verità. L'inviato della Croce Rossa svizzera interviene, ma il governo nipponico gli impedisce di prendere contatti con Washington per rendere nota la situazione al governo statunitense, che avrebbe i mezzi per intervenire a favore degli aviatori ingiustamente accusati. Contemporaneamente, fra i giornalisti si manifesta dissenso, e alcuni ritirano le proprie credenziali per l'ammissione al processo-farsa.
È probabilmente in seguito all'azione di uno dei giornalisti, che avrebbe avvisato Washington, che il tribunale giapponese offre inaspettatamente agli imputati la scelta fra rivelare la verità ed essere trasferiti in un campo di prigionieri di guerra oppure tacere ed essere condannati a morte.
Gli imputati si ritirano e confidano ad un'urna le proprie decisioni a proposito. Il giudice, in aula, fa lo scrutinio dell’urna e vede che nessuno degli americani ha deciso di rivelare la verità.
Mitsubi, vista questa eroica risoluzione, si uccide, sparandosi, in aula.
Gli imputati, al suono di una marcia militare, vengono condotti verso la pena di morte.

## Il doppiaggio a Madrid
La pellicola venne doppiata, insieme ad altre, in italiano, nel 1944 a Madrid dove si trovavano in quel periodo alcuni attori per girare due film. Questi erano Emilio Cigoli, Paola Barbara, Felice Romano, Anita Farra, Nerio Bernardi, Franco Coop, Enrico Luzi. Questo gruppo di attori, su richiesta di un rappresentante della 20th Century Fox, si mise al lavoro in uno studio di sincronizzazione per la versione in italiano di questa ed altre pellicole.
Questo lavoro facilitò l'uscita del film sugli schermi italiani subito dopo la fine del conflitto.